# FU (canção)
"FU" é uma canção da cantora estadunidense Miley Cyrus, contida em seu quarto álbum de estúdio Bangerz (2013). Conta com a participação do rapper marroquino French Montana, e foi composta por ambos em conjunto com Rami Samir Afuni e Maureen McDonald, sendo produzida por Afuni. A colaboração surgiu após Cyrus gravar um remix de "Ain't Worried About Nuthin'", de Montana, e tocou o disco para ele, até então não finalizado. Dentre as faixas apresentadas, estava "FU", na qual ele demonstrou maior interesse em gravar. Em sequência a uma prévia de 30 segundos divulgada pelo Allmusic, a obra foi lançada para streaming em 30 de setembro de 2013, juntamente com o álbum Bangerz, sendo disponibilizada para download digital em 4 do mês seguinte com a distribuição do produto em alguns territórios.
Gravada em 2013 nos estúdios MilkBoy the Studio na Filadélfia, Pensilvânia, e Westlake Recording Studios em Los Angeles, Califórnia, "FU" é uma faixa de pop operático de andamento lento com elementos de EDM e dubstep, apresentando o uso de piano e violão. Liricamente, retrata a rejeição a um amante traidor e a mágoa causada por ele com o término do relacionamento. Críticos musicais avaliaram a canção positivamente, elogiando sua produção, comparando-a com trabalhos de Lady Gaga e Skrillex, enquanto que os vocais de Cyrus, também prezados, foram comparados aos de Amy Winehouse; seu conteúdo lírico e a participação de Montana, porém, foram recebidas de forma mista pelos resenhistas.
Com o lançamento de Bangerz, "FU" entrou no número 131 da sul-coreana Gaon Music Chart, constando também nas tabelas Digital Songs, Pop Digital Songs e Bubbling Under Hot 100 Singles, todas publicadas pela Billboard. Após ser usada no Victoria's Secret Fashion Show de 2013, atingiu o topo da última, debutando também no 85.º posto da Canadian Hot 100. Mais tarde, foi certificada como ouro pela Recording Industry Association of America (RIAA), pelas vendas equivalentes superiores a 500 mil cópias nos Estados Unidos. Cyrus incluiu a obra no repertório de sua turnê Bangerz Tour (2014); em uma das performance, ela segurou um cartaz com uma montagem de Selena Gomez, levando a especulações de um desentendimento entre as duas, porém nenhuma comentou sobre o ocorrido. A apresentação da música na digressão foi incluída no DVD homônimo, gravado em shows feitos nas cidades de Madrid, Lisboa e Barcelona.

## Antecedentes e lançamento

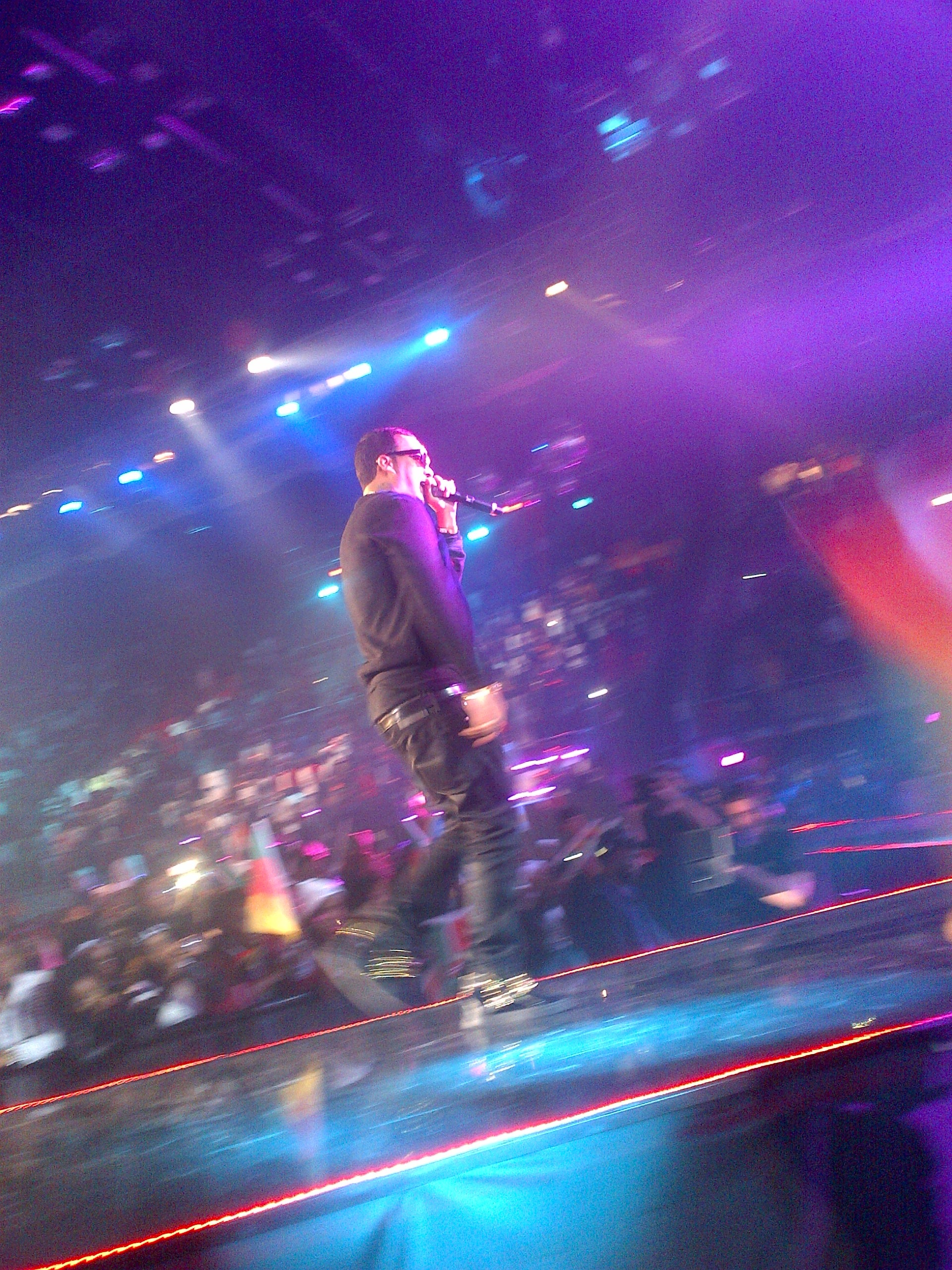
O rapper French Montana envolveu-se em "FU" após gravar com Cyrus um remix de "Ain't Worried About Nothin'", de seu repertório.

Em 2012, Cyrus anunciou que planejava focar-se em sua carreira cinematográfica, colocando efetivamente seus planos musicais em hiato. Naquele ano, estrelou as produções LOL e So Undercover. Ela também foi anunciada como a voz principal do longa-metragem animado Hotel Transylvania, mas abandonou o projeto em razão de um retorno musical. Em janeiro de 2013, a cantora encerrou seu contrato com a Hollywood Records, de propriedade da The Walt Disney Company, sob a qual lançou as trilhas sonoras Hannah Montana e Hannah Montana 2: Meet Miley Cyrus (também é reconhecido como um álbum duplo), os álbuns de estúdio Breakout e Can't Be Tamed e o extended play The Time of Our Lives, assinando um contrato com a RCA Records, subsidiária da Sony Music Entertainment. Em março, a artista confirmou que seu quarto disco de inéditas seria lançado no final de 2013.
Cyrus descreveu seu novo estilo musical como um "sujo hip hop sulista" e combinou elementos genéricos deste e da música country, o que considerou ser um "bom híbrido" e um "som totalmente diferente". A artista também comentou que seu projeto iria "calar todo mundo", vindo a compará-lo com Bad (1987), de Michael Jackson, em que "as pessoas ainda ouvem porque é incrivelmente bom" e "[quero] que as pessoas escutem o [meu] álbum desta maneira". Para criar este gênero, a musicista trabalhou com vários produtores e artistas do estilo, que a auxiliaram a incorporar elementos do hip hop para o material, dentre os quais esteve o rapper marroquino French Montana. Em entrevista para a MTV News, ele comentou sobre como surgiu a colaboração com Cyrus:
| “ | Eu estava em Los Angeles, e ela apareceu para a fazer o remix de 'Ain't Worried About Nothin'' para mim. Ela apareceu no estúdio e me deixou ouvir o álbum dela, que era louco, e nós passamos por algumas faixas para ver em qual eu me encaixava. Daí, ela tocou 'FU', e eu adorei-a. Nós fomos para o estúdio e a fizemos juntos. | ” |

Em 6 de agosto de 2013, após atingir a marca de treze milhões de seguidores em sua conta no Twitter, Cyrus divulgou uma mensagem na rede social confirmando o título de seu novo CD como Bangerz, dando início à pré-venda na iTunes Store e divulgando sua data de lançamento para 8 de outubro. Em 10 de setembro seguinte, após o vídeo de "Wrecking Ball" quebrar o recorde de maior número de visualizações dentro de 24 horas na Vevo, a cantora revelou o alinhamento de faixas do álbum, no qual constava "FU" como a décima canção, sucedendo "Drive" e antecedendo "Do My Thang", e com a participação de French Montana. Em 29 do mesmo mês, o portal Allmusic divulgou uma prévia de 30 segundos de cada canção de Bangerz. No dia seguinte, "FU" foi disponibilizada para streaming na iTunes Store e na iTunes Radio, juntamente com o resto do disco. A canção acabou por ser distribuída para download digital em 4 de outubro de 2013, com o lançamento de Bangerz em alguns territórios. A faixa foi rotulada com o selo Parental Advisory, dado pela Recording Industry Association of America (RIAA) em gravações com linguagem explícita.

## Gravação e composição
A gravação de "FU" ocorreu em 2013, em dois estúdios distintos: MilkBoy the Studio na Filadélfia, Pensilvânia, e Westlake Recording Studios, em Los Angeles, Califórnia. A gravação no primeiro local ficou a cargo de Karl Petersen, enquanto que no segundo estúdio Matthew Testa responsabilizou-se pelo processo. Manny Marroquin a mixou nos Larrabee Studios, em North Hollywood, Califórnia, com a assistência de Chris Galland e Delbert Bowers. Afuni, além de ser o produtor da canção, também forneceu os instrumentos e a programação. A masterização foi feita por Dave Kutch nos The Mastering Place, em Nova Iorque, juntamente com o resto do disco. French Montana é um dos vários artistas que servem como participação especial em Bangerz, além de Britney Spears ("SMS (Bangerz)"), Nelly ("4x4"), Future ("My Darlin'"), Big Sean ("Love Money Party") e Ludacris ("Hands in the Air").
Musicalmente, "FU" é uma canção de pop operático com duração de três minutos e quarenta e nove segundos (3:49) que infunde elementos de dubstep e EDM em sua estrutura. Jason Lipshutz, da Billboard, notou o uso de piano na canção, enquanto que Braulio Lorentz, do portal brasileiro G1, destacou as "dedilhadas de violão e batuque bem calmo". Críticos a compararam a trabalhos de Lady Gaga e Skrillex, bem como a números de espetáculos da Broadway, enquanto que os vocais de Cyrus foram comparados aos de Amy Winehouse. De acordo com a partitura publicada no portal Musicnotes.com pela Universal Music Publsihing Group, a canção foi escrita no tom de sol menor e definida no tempo de assinatura comum, com um ritmo lento de 56 batidas por minuto. Os vocais da cantora abrangem-se entre as notas de sol3 e ré5, com a composição apresentando uma sequência básica de sol menor3, mi bemol3 e ré como sua progressão harmônica.
A letra foi escrita por Cyrus, Montana e Maureen McDonald, que também co-compôs outras duas canções de Bangerz, "Wrecking Ball" e "Someone Else". Liricamente, o número trata a rejeição a um amante traidor, exemplificado em trechos como "Eu não tenho muito a dizer / Eu percebi assim que vi o nome dela / Eu tenho duas, duas, duas, letras para você / Uma delas é F / E a outra é U / Porque o que você precisa fazer / É encontrar uma pista" e "Até que eu acidentalmente vi algumas coisas no seu celular / Eu até mesmo ri, eu já deveria saber". A mágoa causada por ele também é discutida, em passagens como "Eu lhe falei que era fraca para amar / Mas você chegou / E fez o que queria / E agora estou chorando, chorando". Para Raquel Carneiro, da revista Veja, "a dor de cotovelo rola solta" em faixas como "FU" e "My Darlin'". Carneiro e uma série de outros críticos concluíram que o conteúdo lírico fazia referências ao então ex-noivo de Cyrus, o ator australiano Liam Hemsworth. Em entrevista com a MTV News, Montana falou sobre a letra:
| “ | São duas letras, F [e] U. É sobre [quando] você só tem duas letras para alguém quando você chega a aquele [ponto], você tem duas palavras para alguém. É sobre alguém, quando alguém parte seu coração ou algo do tipo [e] você está num relacionamento, e ele não deu certo, e você só tem duas letras para isso, F e U. | ” |

## Crítica profissional
| Críticas profissionais | Críticas profissionais |
| Avaliações da crítica  | Avaliações da crítica  |
| Fonte                  | Avaliação              |
| ---------------------- | ---------------------- |
| Allmusic               | (positiva)             |
| Billboard              | (mista)                |
| Entertainment Weekly   | (positiva)             |
| G1                     | (positiva)             |
| MTV                    | (positiva)             |
| PopDust                | (5/5)                  |
| Slant Magazine         | (positiva)             |
| The A.V. Club          | (positiva)             |
| The Guardian           | (positiva)             |
| The Observer           | (positiva)             |

Escrevendo para o portal Allmusic, Heather Phares avaliou "FU" positivamente, resenhando que a canção, juntamente com "Maybe You're Right" e "Do My Thang", são "canções de empoderamento agressivas que retratam Cyrus como uma mulher independente". Nick Catucci, da revista Entertainment Weekly, elogiou a faixa, analisando que ela mistura "a insolência estrelada no estilo de Adele e um verso de French Montana em barulhos dubstep habilmente executados". Mikael Wood, do jornal Los Angeles Times, elogiou a voz de Cyrus na obra, dizendo que "seus vocais estão igualmente fortes na surpreendentemente parecida com [canções de] Amy Winehouse 'FU'". Caroline Sullivan, do The Guardian, considerou-o uma dos melhores números do álbum, escrevendo que "a mistura de 'FU' de mágoa bruta, sub-baixo e rimas fulminantes de French Montana é devastadora". Kitty Empire, do The Observer, concedeu uma análise positiva para o tema, comentando: "Cyrus libera sua Christina Aguilera interior na companhia do rapper French Montana, misturando a balada jazz antiga 'I Put a Spell on You', integridade romântica e [um] sub-baixo dubstep". Numa crítica positiva, John Walker, da MTV, chamou-a de uma "faixa inovadora surpreendentemente feita para cabarés" e a comparou com trabalhos de Amanda Palmer.
Marah Eakin, do The A.V. Club, escreveu que "FU" "parece perfeita para o álbum, em vez de apenas ter sido jogada para preencher a duração [dele]". Braulio Lorentz, do G1, escreveu que "FU" é "o momento luau do disco" e que "vale ser ouvida". John Murphy, da página musicOMH, considerou a faixa "bastante excelente". Kyle Fowle, da Slant Magazine, avaliou a canção positivamente e analisou que, nela, "Cyrus interpreta a fêmea fatal com uma pronunciação sulista exagerada, pronta para rasgar os pretendente masculinos e suas cantadas entediantes". Catriona Wightman, do portal britânico Digital Spy, escolheu "FU" como a melhor canção de Bangerz. Christina Drill, da página PopDust, deu cinco estrelas de cinco para canção, descrita por ela como "incrível", e escreveu que a cantora "soa tão furiosa" e "alcança os níveis de Adele no refrão". Gustavo Hackaq, da It Pop, descreveu "FU" como uma das "mais poderosas do álbum" e "uma das melhores de toda a carreira da cantora". Ele avaliou que, nela, Cyrus está "debochada, irônica, cínica e ácida", cantando "de forma mega teatral", e também elogiou a participação de Montana por dar "um ar ainda mais sarcástico à faixa".
Katy Freitas, do Território da Música, comentou que "mais dramática e com boa interpretação vocal, Miley canta 'FU' (...) em seu estilo mais rock 'n' roll". Amy Sciarretto, do PopCrush, adjetivou a canção como "cheia de alma" e analisou ser "a canção mais raivosa do disco", escrevendo que Cyrus "usa a voz esfumaçada e rouca (...) e está dramática". Evan Sawdey, da página PopMatters, descreveu a faixa como "uma rejeição brincalhona e divertida" mas criticou a participação de Montana, argumentando que a obra seria melhor sem ele. Sam Lansky, da página Idolator, concedeu uma análise mista para a canção, escrevendo que "ela começa "promissora (...) mas as letras rejeitadoras a afundam". Jason Lipshutz, da Billboard, também a avaliou de forma mista e criticou a participação de Montana, considerando-a "inexplicável como a própria canção". Billy Johnson, Jr., da Rolling Stone, teve uma opinião similar, citando "FU" como a "primeira tentativa falhada" do estilo experimental do álbum e escrevendo que Montana "torna a música ainda mais estranha". Bradley Stern, do MuuMuse, escreveu que a faixa está "em algum lugar entre a aula de teatro e a auto-paródia".

## Divulgação e uso na mídia

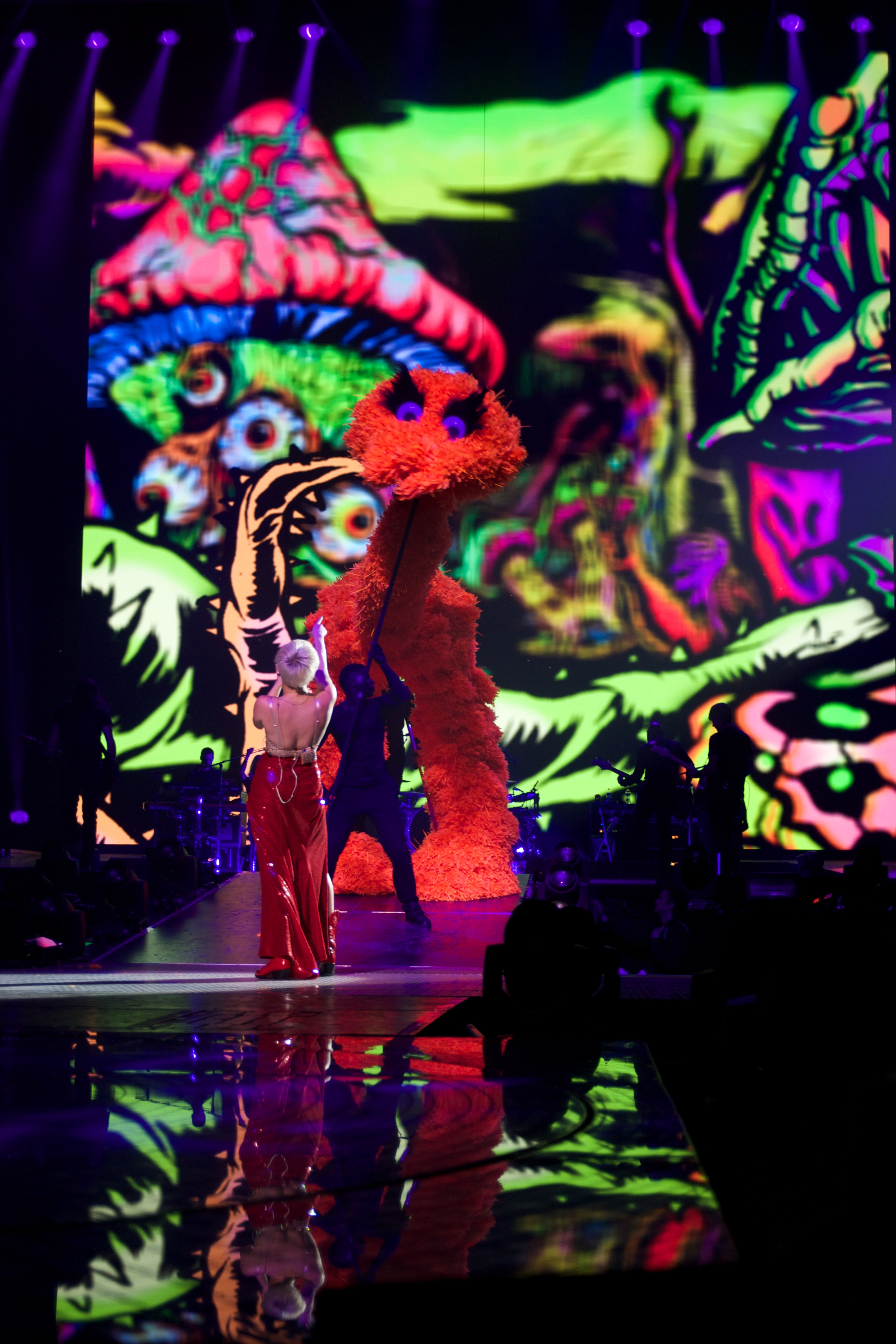
Cyrus apresentando "FU" durante a Bangerz Tour (2014), acompanhada por um boneco gigante.

"FU" foi incluída como a sexta canção do repertório da Bangerz Tour (2014), fazendo parte do terceiro bloco. Para as performances realizadas na primeira etapa da excursão, a cantora usou uma longa saia vermelha adornada com lantejoulas, acompanhada por um collant vermelho e branco desenhado pela dupla The Blonds. David Blond, integrante da dupla, revelou que ele e seu parceiro inspiraram-se na personagem Jessica Rabbit para compor o figurino. Cyrus também usou luvas vermelhas e botas de cowboy, com um grande boneco reminiscente aos personagens do programa infantil Sesame Street andando pelo palco durante as apresentações e vídeos psicodélicos sendo exibidos no telão. A partir da segunda etapa da digressão, Cyrus substituiu a cor central do collant, antes vermelho, para amarelo em tons de neon, e usou também uma longa saia amarela com penas e luvas na altura do cotovelo, também amarelas.
Analisando o show realizado no Consol Energy Center em Pittsburgh, Scott Mervis, do Pittsburgh Post-Gazette, deu uma crítica positiva para a interpretação de "FU", escrevendo que Cyrus dominou a arena com "um vocal [de] cabarés de parar o trânsito". Escrevendo para o The Vancouver Sun sobre a primeira apresentação da turnê, realizada na Rogers Arena, François Marchand considerou os adereços utilizados na performance da canção parte das "coisas estranhas do plano". Embora não tenha feito parte do especial da digressão, exibido em 6 de julho de 2014 na NBC, "FU" foi posteriormente incluída no DVD homônimo da turnê, lançado em março de 2015 e gravado nos concertos realizados no Palau Sant Jordi, em Barcelona, na MEO Arena, em Lisboa, e no Palacio de Deportes, em Madrid.
Em 8 de junho de 2014, durante a performance de "FU" no Mediolanum Forum em Milão, Itália, Cyrus apresentou a canção com uma montagem em papelão de Selena Gomez usando um biquíni preto mal desenhado, jogando o recorte de volta ao público. O incidente fez com que veículos de mídia interpretassem que a intérprete havia direcionado a performance especificamente para Gomez, devido a um suposto desentendimento ocorrido entre as duas. Nenhuma das cantoras responderam às especulações.
"FU" foi incluída no Victoria's Secret Fashion Show de 2013, exibido em 10 de dezembro daquele ano na CBS, servindo como a música de fundo do bloco "Parisian Nights". A versão utilizada, porém, removeu as letras "F" e "U" da edição original da faixa, o que foi criticado por Sydney Bucksbaum, da página Screener, que considerou "ridícula" a decisão da censura.

## Créditos
Todo o processo de elaboração de "FU" atribui os seguintes créditos:
Gravação
- Gravada em 2013 nos MilkBoy the Studio (Filadélfia, Pensilvânia) e Westlake Recording Studios (Los Angeles, Califórnia)
- Mixada nos Larrabee Studios (North Hollywood, Califórnia)
- Masterizada nos The Mastering Place (Nova Iorque)

Publicação
- Publicada pelas empresas Liberal Arts/Universal Music Publishing Group (BMI), Sony/ATV Tunes LLC/MoZella Mo Music (ASCAP), Suga Bear Recordz Publishing/Songs of Universal, Inc. (BMI) e Excuse My French/BMG Chrysalis (ASCAP)
- A participação de French Montana é uma cortesia das gravadoras Bad Boy/Interscope Records

Produção
| - Miley Cyrus: composição, vocalista principal, vocalista de apoio - French Montana: rap, vocalista participante - Rami Samir Afuni: composição, produção, instrumentação, programação - Karl Petersen: gravação - Matthew Testa: gravação | - Manny Marroquin: mixagem - Chris Galland: assistência de mixagem - Delbert Bowers: assistência de mixagem - Dave Kutch: masterização |

## Desempenho nas tabelas musicais
Nos Estados Unidos, "FU" entrou na terceira posição da edição referente a 26 de outubro de 2013 da Bubbling Under Hot 100 Singles, tabela publicada pela Billboard que lista as vinte e cinco faixas que não conseguiram registrar atividade suficiente no país para debutar na Billboard Hot 100. Em outra parada compilada pela revista, a Digital Songs, que retrata as faixas mais vendidas digitalmente no território, debutou no 54.º posto, também na edição de 26 de outubro. Na mesma semana, conseguiu entrar ainda na 22.ª colocação da Pop Digital Songs, que apresenta as canções pop mais vendidas digitalmente no território. Após ser utilizada no Victoria's Secret Fashion Show de 2013, "FU" reentrou em ambos os gráficos; na Bubbling Under Hot 100 Singles, a nova entrada ocorreu diretamente no topo, enquanto que na Pop Digital Songs constou novamente no posto de número 22. Ambas as reentradas ocorreram na semana de 28 de dezembro de 2013. Mais tarde, em 26 de janeiro de 2018, a canção foi certificada como ouro pela Recording Industry Association of America (RIAA), em reconhecimento às vendas equivalentes de 500 mil cópias nos Estados Unidos.
No Canadá, "FU" debutou na 53.ª posição da edição de 26 de outubro de 2013 da Canadian Digital Songs — lista publicada pela Billboard que compila as mais vendidas no país —, como resultado do lançamento do álbum. Similar ao ocorrido na região estadunidense, a canção também obteve ganhos depois de ser usada no Victoria's Secret Fashion Show, constatando novamente, na semana de 28 de dezembro, na mesma posição de sua estreia na Canadian Digital Songs, e entrando também no 85.º posto da Canadian Hot 100. Na Coreia do Sul, em consequência das vendas digitais após o lançamento de Bangerz, a música entrou na colocação de número 131 da Gaon Music Chart, com 1,618 cópias vendidas.
| Tabela musical (2013)                           | Melhor posição |
| ----------------------------------------------- | -------------- |
| Canadá (Canadian Hot 100)                       | 85             |
| Coreia do Sul (Gaon Music Chart)                | 131            |
| Estados Unidos (Bubbling Under Hot 100 Singles) | 1              |
| Estados Unidos (Digital Songs)                  | 54             |
| Estados Unidos (Pop Digital Songs)              | 22             |

| País (Empresa)        | Certificação |
| --------------------- | ------------ |
| Estados Unidos (RIAA) | Ouro         |